# 19226 Peiresc
19226 Peiresc è un asteroide della fascia principale. Scoperto nel 1993, presenta un'orbita caratterizzata da un semiasse maggiore pari a 3,3485703 UA e da un'eccentricità di 0,0340100, inclinata di 8,05165° rispetto all'eclittica.